# Kurt Krolop
Kurt Krolop (* 25. Mai 1930 in Kravaře v Čechách (Graber), Tschechoslowakei; † 22. März 2016 in Prag) war ein deutscher Germanist und Literaturhistoriker, der lange in Prag lehrte.

## Leben und Wirken

### Jugend und Ausbildung
Von 1941 bis 1945 besuchte Kurt Krolop die Oberschule für Jungen in Litoměřice. Nach Kriegsende wurde die Familie im Sommer 1946 im Rahmen der Vertreibung der Deutschen aus der Tschechoslowakei in die damalige Sowjetische Besatzungszone (SBZ) umgesiedelt. 1950 absolvierte Krolop die Abiturprüfung an der Willy-Lohmann-Oberschule in Köthen (Sachsen-Anhalt). Von 1950 bis 1954 studierte er Germanistik, Anglistik und Slawistik an der Martin-Luther-Universität zu Halle an der Saale.

### Akademische Karriere
Von 1954 bis 1957 war Kurt Krolop als Assistent am Germanistischen Seminar der Martin-Luther Universität zu Halle und von 1957 bis 1962 als Lektor für deutsche Sprache und Literatur an der Karls-Universität Prag tätig. Anschließend war er bis 1967 Oberassistent an der zuvor genannten Universität Halle. 1968 folgte Krolop einem Ruf der Karls-Universität Prag zur Leitung der Forschungsstelle für Prager deutsche Literatur der Tschechoslowakischen Akademie der Wissenschaften. Nach dem Prager Frühling (1968) wurde die Forschungsstelle für Prager deutsche Literatur schließlich 1969 im Rahmen der Normalisierung aufgelöst. 1970 wurde ihm die tschechoslowakische Staatsbürgerschaft aberkannt. Krolop wurde mit seiner Familie zur Rückkehr in die DDR gezwungen, wo er von nun an außerhalb der Universität, zunächst für den Volk und Wissen Verlag, arbeitete. Von 1980 bis 1983 war Krolop am Institut für klassische deutsche Literatur an den Nationalen Forschungs- und Gedenkstätten Weimar tätig. Von 1984 bis zur Wende 1989 forschte und arbeitete er am Zentralinstitut für Literaturgeschichte der Akademie der Wissenschaften der DDR. Während dieser Zeit publizierte er zahlreiche Studien, insbesondere zur Geschichte der österreichischen Literatur des 19. Jahrhunderts, zu Johann Wolfgang Goethe und Karl Kraus. 1990 wurde er zum Professor ernannt. Ab 1990 nahm er seine Lehrtätigkeit an der Karls-Universität zu Prag wieder auf, die er bis zu seiner Emeritierung im Jahr 2000 ausübte. 2004 war Krolop einer der Gründer des Prager Literaturhauses deutschsprachiger Autoren.

## Bedeutung für die literaturwissenschaftliche Forschung
1963 nahm Kurt Krolop an der Kafka-Konferenz auf Schloss Liblice nahe Prag als Gast teil. Auf der Nachfolgekonferenz 1965 hielt er eines der Hauptreferate. Kurt Krolops Bedeutung für die tschechische, aber auch bundesdeutsche Germanistik gründet sich auf vier Pfeiler. Bereits mit seinem Hauptreferat, das er 1965 auf der Kafka-Konferenz hielt und das 1967 in dem Konferenzband Weltfreunde unter dem Titel Zur Geschichte und Vorgeschichte der Prager deutschen Literatur des „expressionistischen Jahrzehnts“ erschien, ging er auf die Vorgeschichte der Prager deutschen Literatur ein und grenzte sich somit zu Pavel Eisners Theorie vom „dreifachen Ghetto“ ab. Der Vortragstext weist 236 Fußnoten auf und gilt daher bis heute als besonders detaillierte Recherche; und das zu einer Zeit, als die Forschung zur Prager deutschen Literatur in der ČSSR noch am Anfang stand.
Ein weiterer Grund für seine Bedeutung als Literaturwissenschaftler ist seine Position als Leiter der ersten Forschungsstelle für Prager deutsche Literatur vor dem Prager Frühling. Eine Auseinandersetzung mit der Prager deutschen, aber auch böhmisch-mährischen Literatur, war während des Kommunismus politisch brisant. Nachfolgende Zitate aus einem Aufsatz von Manfred Weinberg sprechen für sich:
„Welche Widerstände gerade bezüglich dieses Autors zu überwinden sind, zeigte schon die erste Liblice-Konferenz von 1963, die einen ‚Franz Kafka aus Prager Sicht‘ versprach, sich tatsächlich aber nur in Reflexionen zu einer Kafka-Lektüre aus marxistischer Perspektive erschöpfte.“
„Es spricht für sich, dass Eduard Goldstücker die Prager deutsche Literatur auf der zweiten Konferenz in Liblice 1965 erst mit dem Erscheinen von Rilkes erstem Gedicht-Band 1894 beginnen lässt. Denn nur im Zeichen der drei großen ‚weltbedeutenden‘ Autoren Rilke, Werfel und Kafka konnte es gelingen, dieser eine von ‚verdächtigen‘ ideologischen Tendenzen völlig freie Sonderstellung zuzuschreiben, die deren Thematisierung unter den Bedingungen des Sozialismus überhaupt erst erlaubte.“
„Das kommunistische Regime förderte indes solche Forschungen nicht; dennoch konnte sich eine erste Arbeitsstelle zur Prager deutschen Literatur an der Akademie der Wissenschaften konstituieren [...], die aber Anfang der 1970er Jahre aufgelöst wurde [...]“
Nach der „Sanften Revolution“ 1989 war die Karls-Universität Prag als Resultat der kommunistischen Abschottungspolitik zunächst international isoliert. Krolop schuf die ersten neuen Kontakte Richtung Westen und lehrte in den 90er Jahren an der Universität Wien.
Der vierte Grund für seine Bedeutung als Literaturwissenschaftler sind nicht zuletzt seine zahlreichen Studien, Forschungen und Publikationen zu Karl Kraus und Franz Kafka, auch noch nach 1989. Kurt Krolop war und blieb im Grunde der weltweit führende Experte für die Prager deutsche Literatur und das Werk von Karl Kraus.

## Mitgliedschaften und Ehrungen
Ab 1990 war Krolop korrespondierendes Mitglied der Österreichischen Akademie der Wissenschaften. 1996 erhielt er den Wilhelm-Hartel-Preis der Österreichischen Akademie der Wissenschaften. Kurt Krolop war unter anderem Mitglied in der Deutschen Schillergesellschaft, der Sudetendeutschen Akademie der Wissenschaften und Künste und im Collegium Carolinum in München. Er war Präsident der Prager Kafka-Gesellschaft und Ehrenvorsitzender der Goethe-Gesellschaft in der Tschechischen Republik. In Tschechien wurde er 2005 mit der Verleihung der Gedenkmedaille der Karls-Universität geehrt. Im April 2007 wurde ihm in der Deutschen Botschaft Prag das Bundesverdienstkreuz 1. Klasse verliehen. 2008 ehrte ihn die Republik Österreich mit dem Ehrenzeichen für Wissenschaft und Kunst.

## Kurt Krolop Forschungsstelle
Am 29. Mai 2015 wurde in der Deutschen Botschaft Prag die Kurt Krolop Forschungsstelle für deutsch-böhmische Literatur eröffnet. Sie gilt als Nachfolgerin der ersten Forschungsstelle für Prager deutsche Literatur, die 1969 in Prag zwangsweise geschlossen wurde.

## Schriften (Auswahl)
- Zur Geschichte und Vorgeschichte der Prager deutschen Literatur des „expressionistischen Jahrzehnts“. In: Eduard Goldstücker (Hrsg.): Weltfreunde – Konferenz über die Prager deutsche Literatur. Prag 1967, S. 47–96.
- Dichtung und Satire bei Karl Kraus. In: Kommentare zu Karl Kraus (zusammen mit: Dietrich Simon: Karl Kraus – Stimme gegen die Zeit). Berlin 1971.
- Franz Kafka: Erzählungen. Verlag Philipp Reclam jun. Leipzig, 1978, Reclams Universal-Bibliothek Band 700 (Hrsg.)
- Sprachsatire als Zeitsatire bei Karl Kraus. Neun Studien. Berlin 1987.
- Kafkas vollkommener Narr und Goethes entsetzliches Wesen – Variationen zu zwei Tagebuchthemen. Verlag der Österreichischen Akademie der Wissenschaften, Wien 1989, ISBN 3-7001-1643-8.
- Sprachsatire als Zeitsatire. Berlin 1992.
- Sprachprobleme bei der Lektüre des „Prozesses“. In: Wissenschaftliche Zeitschrift. Martin-Luther-Universität Halle-Wittenberg. Jg. 41 (1992), Reihe Geisteswissenschaften, Heft 1, S. 49–57.
- Reflexionen der Fackel. Neue Studien über Karl Kraus. Wien 1994.
- Die Hörerin als Sprecherin: Sidonie Nádherný und „ihre Sprachlehre“. Warmbronn 2005.

Bibliographie
- Kurt Krolop: Bibliographie 2000–2011. In: Peter Becher, Steffen Höhne, Marek Nekula (Hrsg.): Kafka und Prag. Literatur-, kultur-, sozial- und sprachhistorische Kontexte. Böhlau, Köln 2012, ISBN 978-3-412-20777-9, S. 349–351.